# Veľké Slemence
Veľké Slemence (Hongaars: Nagyszelmenc) is een Slowaakse gemeente in de regio Košice, en maakt deel uit van het district Michalovce.
De gemeente Veľké Slemence telt 629 inwoners. Het dorp had 616 inwoners waarvan 529 Hongaren.

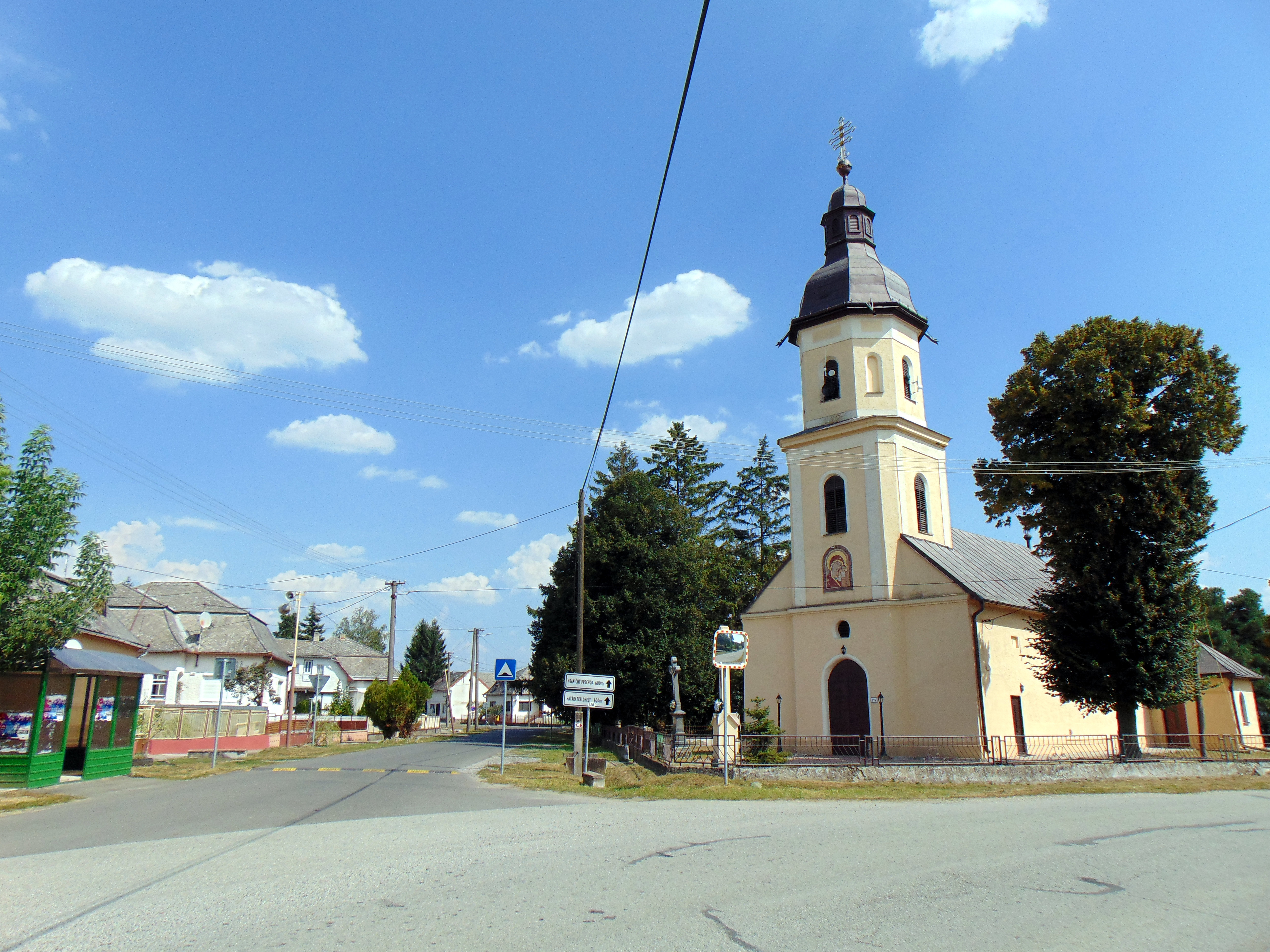
Kerk in Veľké Slemence

Aan de Oekraïense kant van de grens ligt Малі Селменці (Mali Selmenci). Voor de Tweede Wereldoorlog was Szelmenc één dorp, waar in 1945 de grens dwars doorheen werd getrokken, zodat de (vooral Hongaars sprekende) dorpelingen 60 jaar van elkaar gescheiden leefden.

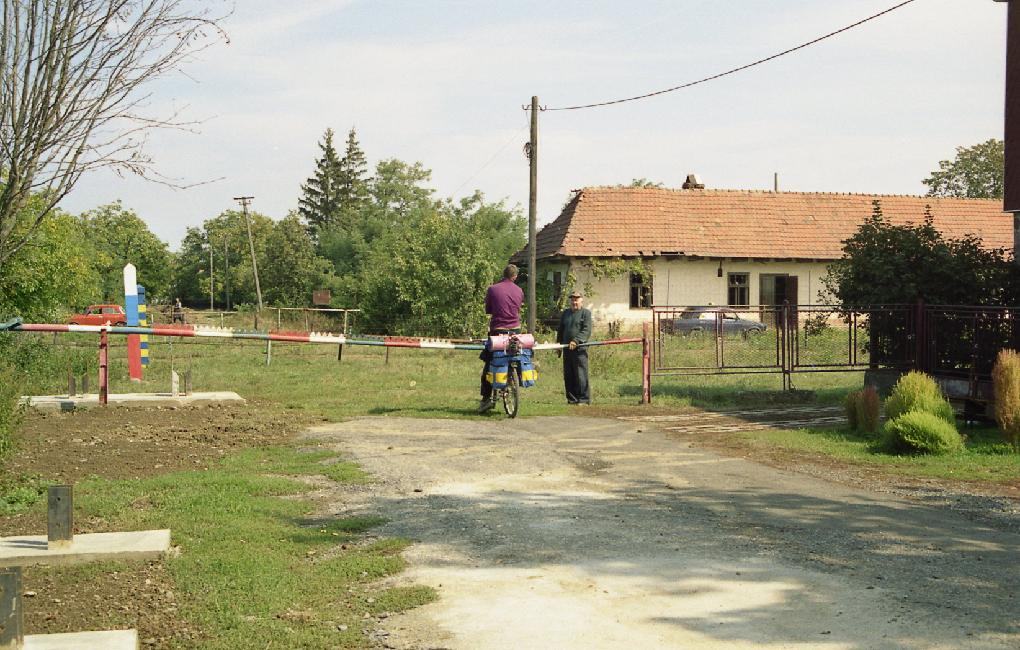
Grens, met gesloten slagboom, in Veľké Slemence, voor 2003, kijkend vanuit Slowakije richting Oekraïne

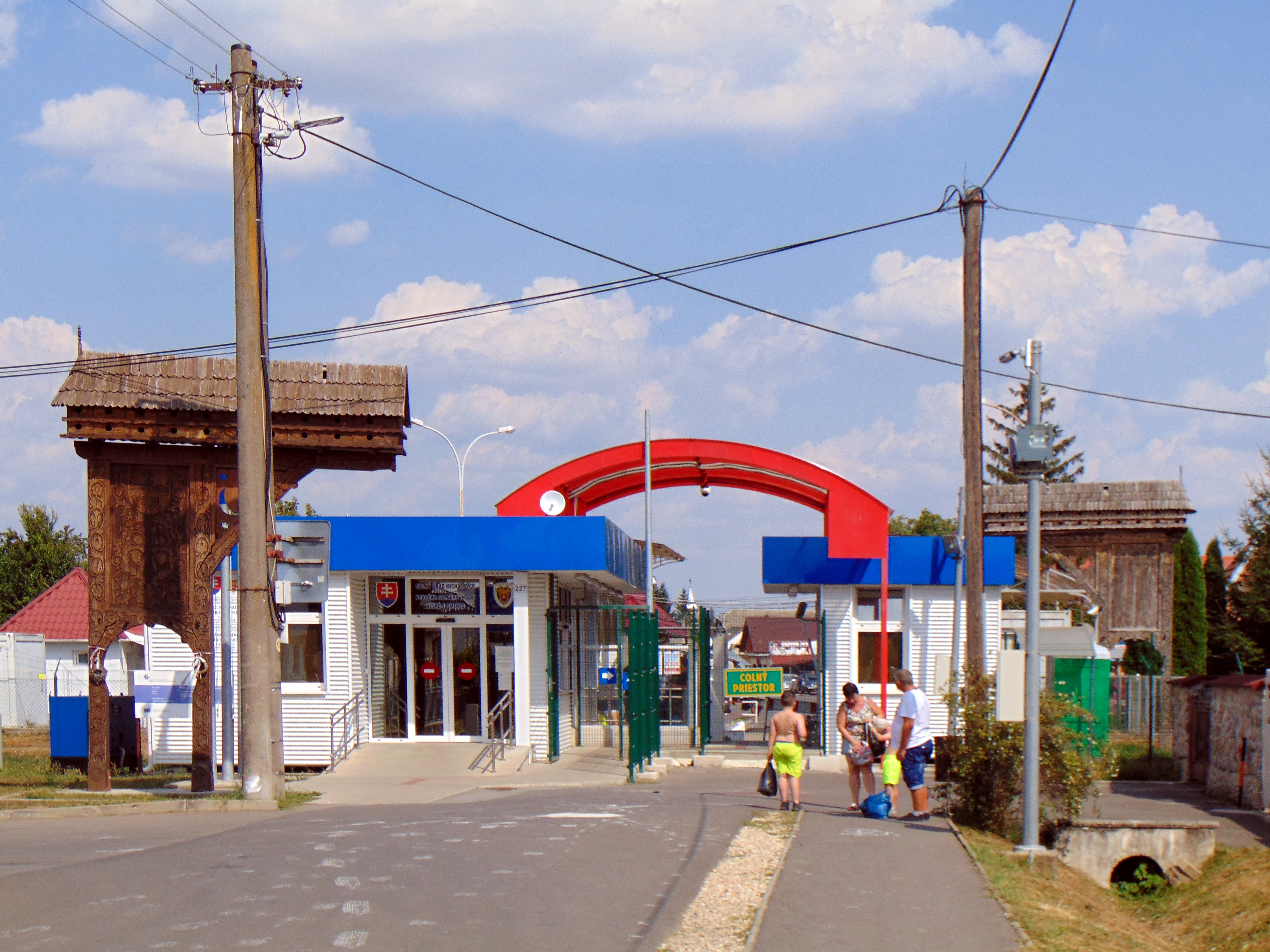
Grensovergang voor voetgangers en fietsers in Veľké Slemence in 2018

De verdeling van Veľké Slemence had grote gevolgen voor de dorpsbewoners. Toen in augustus 1946 het prikkeldraad getrokken was, bleef een meisje gescheiden van haar ouders achter bij haar grootouders, die aan de Slowaakse kant woonden. Zelfs toen zij ging trouwen, mocht de familie vanuit Малі Селменці, aan de Oekraïense kant van de grens, niet naar het bruiloftsfeest in Veľké Slemence komen. De enige communicatie die mogelijk was, was over het grenshek heen roepen in het Hongaars, wat de Tsjecho-Slowaakse en Russische grenswachters niet konden verstaan.
De Slowaakse regisseur Jaroslav Vojtek heeft in 2009 een film uitgebracht over de opdeling van Szelmenc in een Oekraïens en een (Tsjecho-)Slowaaks deel en de bouw van de grenspost: Hranica (de grens).
Toen Slowakije toetrad tot de Schengenzone leidde de verdeling van Veľké Slemence opnieuw tot problemen, vergelijkbaar met de deling van de Duitse hoofdstad door de Berlijnse muur, omdat de grens die dwars door het dorp loopt, de buitengrens van de Europese Unie en het Schengen-gebied was geworden en dus opnieuw streng bewaakt moest worden. Wie een visum nodig had, om familie te bezoeken die 500 meter verderop in Малі Селменці woonde, moest eerst van Veľké Slemence naar de Slowaakse hoofdstad Bratislava reizen, zo'n 500 kilometer verderop.
Nadat de visumplicht was komen te vervallen, gingen mensen geregeld te voet en op de fiets de grens over, om in Малі Селменці goedkoper boodschappen te doen. Terwijl aan de Oekraïense kant van de grens een levendige handel is ontstaan, is er in Veľké Slemence geen werk te vinden, waardoor jongeren uit het dorp voor de keuze staan om te vertrekken naar ver weg gelegen steden, of zich aan te sluiten bij illegale groepen die benzine of vluchtelingen de grens over smokkelen.